# Сергиенко, Юрий Павлович
Ю́рий Па́влович Сергие́нко (12 марта 1949, Селемджинский район, Амурская область — 17 мая 2020, Благовещенск) — советский российский педагог; кандидат педагогических наук, профессор; ректор Благовещенского педагогического университета (1999—2014).

## Биография
Юрий Сергиенко родился 12 марта 1949 года в посёлке Мариинск Амурской области.
Окончил Стойбинскую среднюю школу, в 1970 году — физико-математический факультете Благовещенского педагогического института. С ноября 1970 по ноябрь 1971 года служил в рядах Советской Армии.
С 1970 года преподавал на кафедре общей физики Благовещенского педагогического института (ассистент, старший преподаватель, доцент), затем работал заместителем декана, деканом физико-математического факультета, с 1998 — проректором по экономическим и социальным вопросам, с 1999 — проректором по учебно-воспитательной работе. С ноября 1999 по 13 марта 2014 года — ректор Благовещенского педагогического университета. Был заместителем председателя, председателем Совета ректоров вузов Амурской области.
С 1995 года в педагогическом лицее, созданном при институте с его участием, вёл интегрированный курс «Физика и астрономия» по авторской программе. Руководил региональной программой целевой подготовки учителей для сельских школ, читал лекции в Амурском институте повышения квалификации и переподготовки педагогических кадров.
С 2014 года — первый проректор по учебной работе.
Умер в Благовещенске 17 мая 2020 года.

## Научная деятельность
В 1987 году защитил диссертацию на соискание учёной степени кандидата педагогических наук.
Основные направления исследований:
- теория и технология естественнонаучного образования в школе и вузе,
- управление учебно-воспитательным процессом,
- создание региональной системы непрерывного педагогического образования.

Автор более 90 научных публикаций. Подготовил 4 кандидатов наук.

## Награды
- почётные грамоты городской и областной администраций, Министерства образования РФ
- знаком «Отличник народного просвещения»
- Заслуженный работник высшей школы Российской Федерации[1][2].
- Почётный работник высшего профессионального образования Российской Федерации
- Почётный работник науки и техники[4].

## Комментарии
1. ↑  Село Мариинск, входившее в состав Стойбинского сельсовета Селемджинского района, упразднено 24 ноября 2011 года[3].